# Замок Міто
За́мок Міто́ (яп. 水戸城, みとじょう, МФА: [mʲito d͡ʑoː]) — замок в Японії, в місті Міто префектури Ібаракі. Існував протягом 12 — 19 століть. Розташовувався на 30-метровому пагорбі. Заснований між 1190—1198 роками самурайським володарем Дайдзьо Сукемото. До 17 століття належав роду Сатаке, володарям провінції Хітаті. Після 1600 року перейшов до роду Токуґава. Протягом 1603—1868 років був резиденцією мітоської гілки цього роду. 1871 року ліквідований в результаті адміністративної реформи. Збереглися лише земляні вали, рови та руїни воріт. На території колишнього замку розміщено адміністративні будівлі та школа. Частина замку відведена під префектурний парк.